# Channel V
Channel [V]（ちゃんねるぶい）は、スターテレビ香港によって放送が開始されたアジアの有料音楽チャンネルである。日本において史上初めてK-POP等のアジアンポップスをテレビから放送したチャンネルである。

## 概要
MTVアジアがスターテレビ内にて1994年5月2日にライセンス上の理由で閉局した際、その代替局として内部スタッフはほぼそのままの形でチャンネル[V]が1994年5月27日に開局した（日本でも1998年に同様のことが起きており、Vibeがこれにあたる）。
Channel [V]のアジア版は親会社の変更（ニューズ・コーポレーション→ウォルト・ディズニー・カンパニー）に伴う経営方針の変更により、2021年10月1日に閉局した。中国版はスター・チャイナ・メディアが所有しており、2025年現在も運用されている。
Channel [V]はかつて、国際版（香港、マカオ、東南アジア、中東、タイ、日本）、および各国ローカライズ版（インド、フィリピン、中国、台湾、韓国、オーストラリア）を運営していた。
日本では、1997年7月15日に日本のデジタル衛星放送プラットフォーム「スカパー!」の「パーフェクTVサービス」350chでChannel [V]が開局した。国際版が日本語翻訳無しにそのままの形で放送された。また、1998年7月15日に「スカイサービス」732chにおいても同じ内容で放送を開始した。
日本における運営元であったスカイエンターテイメントによるチャンネルの統廃合によって、「パーフェクTVサービス」350ch版は2000年3月31日に閉局した。350ch版が閉局した時点で番組編成が大幅に変わり、「スカイサービス」732ch版からアジアンポップスは消え、オーストラリア版をもとにした洋楽のみの内容となった。その後、「スカイサービス」732ch版は2002年3月31日に運営元の変更（ニューズ・ブロードキャスティング・ジャパン→スペースシャワーネットワーク）により閉局し、スペースシャワーVideo Music Ch.（VMC）として新規開局した。
日本において、K-POPやC-POP等のアジア地域のポップスがこのチャンネル開局時に史上初めて正規の手段で紹介された。他にもインドポップスや東南アジアのポップスが紹介されたが、このチャンネルの閉局以降は2025年現在においてもテレビ放送で、これらアジア圏の音楽を視聴する機会はK-POPを除きこれまで一度もない。